# سابرینا گولش
 سابرینا گولش (انگلیسی: Sabrina Goleš؛ زادهٔ ۳ ژوئن ۱۹۶۵) یک تنیس‌باز اهل کرواسی است. 